# Ułożenie soborowe

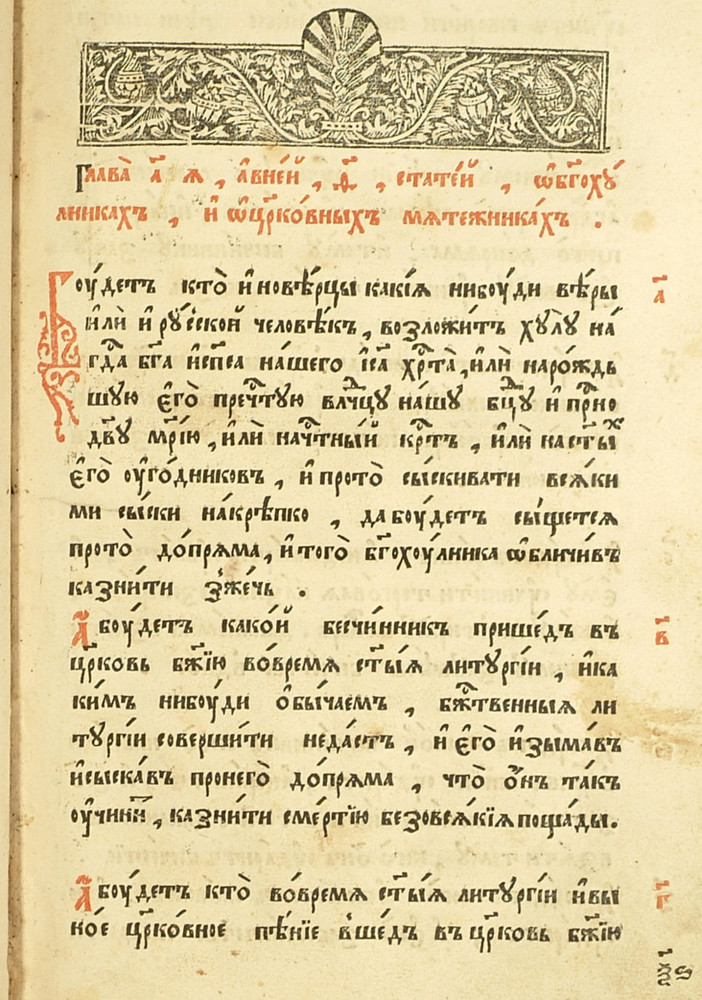
Rozdz. 1 Soborowego ułożenia. Widoczne są pierwsze trzy artykuły

Ułożenie soborowe (ros. Соборное уложение, Sobornoje ułożenije) – zbiór praw, przyjęty w roku 1649 w Rosji na skutek zmian w organizacji państwa.

## Ustrój państwa rosyjskiego w pierwszej połowie XVII wieku

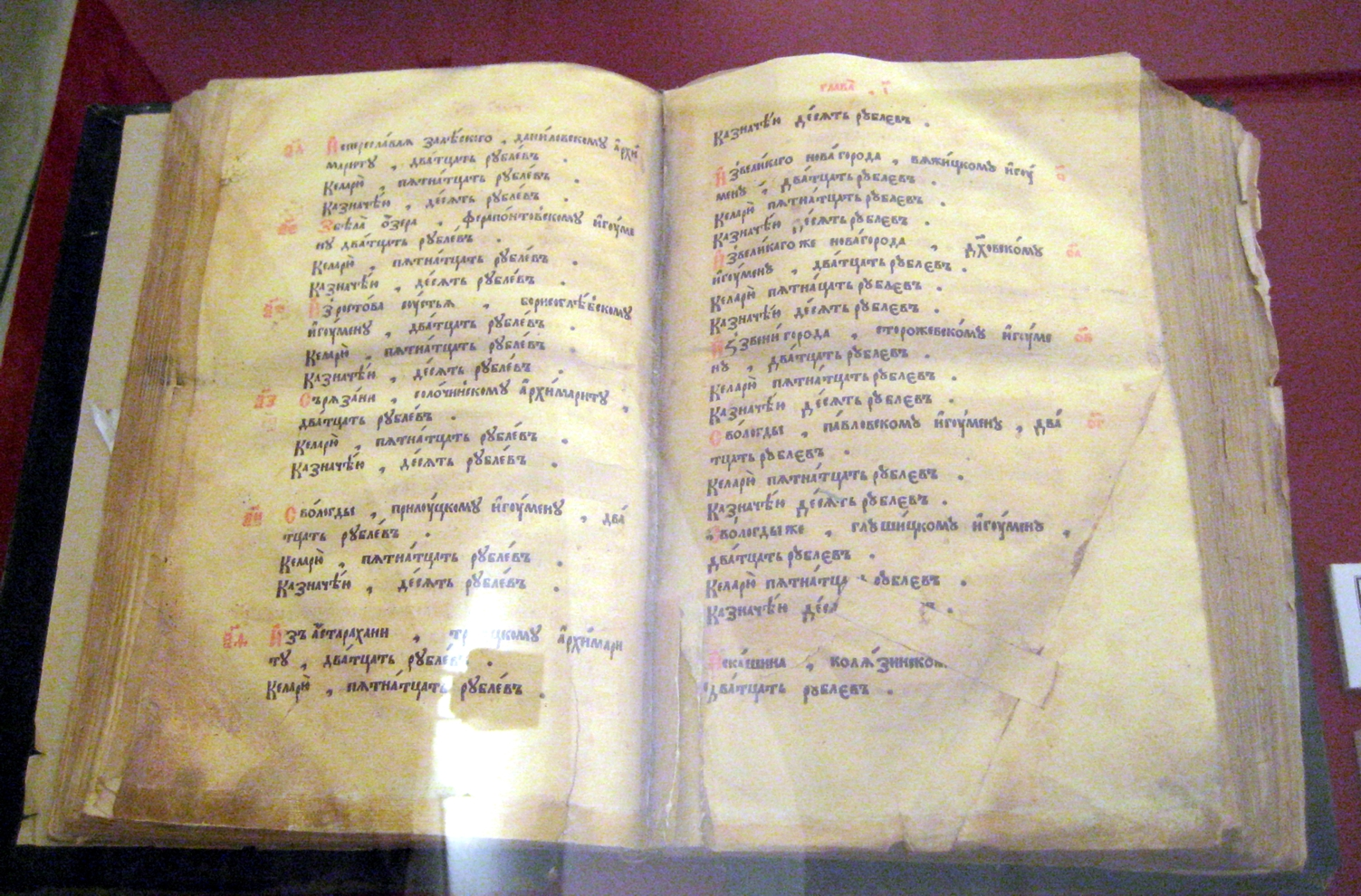
Egzemplarz Ułożenia soborowego, przechowywany w monasterze terapontowskim

Po śmierci cara Iwana Groźnego w 1584 roku bojarstwo rosyjskie zdobywało coraz większe wpływy na politykę państwową. W XVII wieku car rosyjski używał tytułu samodzierżca. Sprawował władzę przy pomocy dumy bojarskiej i soborów ziemskich. Duma składała się z potomków niegdysiejszych książąt dzielnicowych i diaków, którzy sprawowali funkcje w administracji centralnej. Liczba członków dumy nieustannie rosła, spychając na dalszy plan sobory ziemskie i pomniejszając autorytet cara. Sobory ziemskie były zwoływane przez cara. Tematyka obrad dotyczyła przede wszystkim bezpieczeństwa państwowego i interesów władcy. W soborach ziemskich brała udział duma bojarska, wyższe duchowieństwo prawosławne, przedstawiciele mieszczaństwa moskiewskiego. Prowincjonalni bojarzy rzadko przybywali do Moskwy.
W skład centralnej administracji państwowej wchodziły liczne prikazy. Znikomy stopień koordynacji pracy prikazów doprowadził w XVII wieku do wzrostu biurokracji i zamętu w załatwianiu spraw rangi państwowej. Poza tym nie były w sposób precyzyjny podzielone kompetencje poszczególnych prikazów, brakowało jednolitego systemu i kontroli nad nimi. W okresie od 1550–1648, czyli od wydania Sudiebnika przez Iwana Groźnego do zwołania soboru ziemskiego, na którym miała nastąpić kodyfikacja prawa w państwie rosyjskim wydano 445 ukazów, często przestarzałych i przeczących sobie samym. Prawo rosyjskie miało charakter kazusowy, co doprowadziło do zmniejszenia jego skuteczności. Założeniem nowego prawa miało być przejście do jego normatywnej interpretacji.
Podział administracyjny państwa i zarząd lokalny był realizowany za pomocą systemu ujezdów. Na czele ujezdu stał wojewoda ujezdny. Niekiedy powiaty były łączone w razriady na czele z wojewodą. Wojewodowie posiadali pełnię władzy na swoim obszarze i podlegali prikazom moskiewskim. Nadużyciom władzy przez wojewody próbowano zapobiegać poprzez zmiany na stanowisku co dwa lata. Ujezdy dzieliły się na guby, na czele których stali gubni starostowie, wybierani przez lokalne bojarstwo. Ponadto istniały samorządy ziemskie, kierowani przez starostów ziemskich. Podlegały one wojewodom. Wyjątek stanowiły samorządy ziemskie w dobrach czarnososznych i miastach. Do zadań samorządów należały sprawy podatkowe i policyjne.
W XVII wieku w Rosji nastąpiło odejście od pospolitego ruszenia (opołczenije) na rzecz pułków regularnych, tworzonych na wzór zachodnioeuropejski. Powoływano dragonie i rajtarie. Za służbę wojskową wynagradzano pomiestiami (majątki ziemskie).
Przekształcenia w ustroju państwa rosyjskiego w XVII wieku spowodowały konieczność kodyfikacji prawa. Do przyśpieszenia decyzji o rozpoczęciu prac nad kodyfikacją prawa przyczynił się bunt solny w Moskwie. Jednym z postulatów powstańców było zwołanie soboru ziemskiego i unormowania kwestii prawnych w państwie. Na rozpoczęty dnia 1 września 1648 roku w Moskwie sobór ziemski przybyło ponad 330 bojarów, duchownych i mieszczan.

## Praca nad kodyfikacją prawa
Na soborze 1648 roku powołano komisję, która miała opracować nowy kodeks prawny. Na jej czele stał Nikita Odojewski. W skład komisji weszli kniaziowie Siemion Prozorow, Fiodor Wołkonski, diakowie Gawriła Leontjew i Fiodor Gribojedow. Opracowany projekt miał zostać rozpatrzony przez dwie izby soboru ziemskiego. Do wyższej należeli car, duma bojarska i Święty sobór, w skład niższej wchodzili przedstawiciele ludzi służebnych i posadzkich.
Prace nad zwodem przebiegały w kilku etapach. Kodyfikacja polegała na redagowaniu i unowocześnianiu dotychczasowych przepisów prawnych. Następnie rozpatrywano supliki członków niższej izby. Na trzecim etapie, rewizyjnym, wniesiono poprawki redakcyjne, zaproponowane przez cara i dumę. Na czwartym etapie nastąpiło przyjęcie decyzji w odniesieniu do poszczególnych punktów kodeksu. Jego opracowanie przebiegało w trybie przyspieszonym w obliczu coraz bardziej naglącej potrzeby wydania nowych norm prawnych. Ponadto przyśpieszenie prac było spowodowane nadchodzącymi wieści o buntach w Solwyczegodsku, Kozłowie, Talicku (k. Jelca), Ustiugu. Zwód podzielono na 967 artykułów, zawartych w 25 rozdziałach. Już 3 października 1648 roku odbyło się pierwsze słuchanie pierwszych 12 rozdziałów. Pozostałą część, 13 rozdziałów, zatwierdzono w styczniu 1649 roku. Pracę uznano za zakończoną po złożeniu podpisów przez wszystkich członków soboru ziemskiego 29 stycznia 1649 roku.

## Źródła doUłożenia soborowego
Do opracowania Ułożenia użyto istniejące kodeksy i przepisy prawne. Wykorzystano drugą część księgi kormczej, sudiebnik Iwana Groźnego wraz z dołączonymi do niego ukazami i wyrokami bojarskimi. Statut litewski z 1588 roku posłużył za wzór do sporządzenia początkowych rozdziałów zwodu. Wzorowano się na nim przy porządkowaniu poszczególnych artykułów i stosowaniu terminologii prawniczej, jednak nie przy rozwiązaniach prawnych, których szukano we własnym prawodawstwie. Ponadto w niektórych rozdziałach wykorzystano w całości niektóre istniejące już prikazy, supliki szlacheckie i posadzkie. Ponieważ zwód był opracowywany pod presją czasu, nie zagłębiano się dostatecznie w badania źródeł prawnych, pochodzących z prikazów. Choć do sporządzenia Ułożenia soborowego wykorzystano dotychczasowy dorobek ustawodawstwa rosyjskiego i litewskiego, to jednak pewne przepisy prawne zostały skonstruowane na nowo z myślą o określeniu statusu prawnego ludzi służebnych i posadzkich.

## Struktura kodeksu
Ułożenie soborowe składało się z 25 rozdziałów. Każdy rozdział był podzielony na artykuły, których łączna liczba wynosiła 967. Choć zwód jeszcze nie zawierał wyraźnych podziałów na poszczególne gałęzie prawa, obecne we współczesnym prawodawstwie, wyróżniane są normy, regulujące następujące zagadnienia prawne: państwowe, administracyjne, karne, procesowe, cywilne i rodzinne.
Prawo państwowe
Ułożenie soborowe określało status panującego, tytułując go „władcą, carem, wielkim księciem wszech Rosji i samodzierżcą”.
Prawo karne
Ułożenie soborowe zawierało wykaz przestępstw, za które osoba je popełniająca ponosiła odpowiedzialność karną. W kodeksie wymieniono przestępstwa przeciwko Cerkwi (bluźnierstwo, przerywanie liturgii i złorzeczenie podczas niej hierarchom, bójkę i morderstwo w cerkwi, zakłócenie liturgii poprzez podawania suplik carowi i hierarchom), przeciwko carowi i carskiej rodzinie (spiskowanie przeciwko carowi, próba zamachu i zdrada stanu, poddanie miasta nieprzyjacielowi, zniszczenie miasta przez podpalenie), przeciwko porządkowi administracyjnemu (samowolne opuszczenie kraju, fałszowanie pieniędzy, donosy i krzywoprzysięstwo, prowadzenie lokalu z alkoholem bez pozwolenia administracyjnego), współudział w przestępstwie (utrzymywanie lokali przestępczych, ukrywanie zbiegów, handel kradzionym oraz mieniem cudzym, pobieranie daniny od osób z niej zwolnionych), służbowe (wymuszenie korzyści majątkowych, łapownictwo, wydanie niesprawiedliwego wyroku, fałszerstwa dokumentacji), wojskowe (dezercja, szabrownictwo), przeciwko życiu i zdrowiu (morderstwo – za zabójstwo złodzieja nie ponoszono kary – pobicie, okaleczenie, zniesławienie), przeciwko mieniu (kradzież, koniokradztwo, kradzież warzyw z pola i ryby ze stawu, rozbój, oszustwo, podpalenie, niszczenie cudzego mienia), przeciwko obyczajowości (nieczczenie rodziców, stręczycielstwo, kuplerstwo, wszeteczeństwo żony, stosunek płciowy pana z czeladniczką).
System kar
Ułożenie soborowe zawierała wykaz kar, stosowanych w poszczególnych przypadkach: od kary śmierci poprzez karę cielesną, pozbawienie wolności, banicję, pohańbienie dobrego imienia, konfiskatę majątku, pozbawienie stanowiska do grzywny. Zastosowanie określonej kary zależało od przestępstwa. Kara śmierci odbywała się poprzez powieszenie, ścięcie, poćwiartowanie, spalenie, wlewanie płynnego żelaza do gardła. Kary cielesne dzieliły się na przynoszące trwały uszczerbek na zdrowiu (odcięcie ręki, nozdrzy, piętnowanie) i wywołujące ból (chłosta). Kara pozbawienia wolności wynosiła od trzech dni do dożywocia. Więźniowie byli żywieni przez krewnych lub utrzywywali się z datków i odbywali karę w więzieniach murowanych, drewnianych lub wykopanych w ziemi. Banicję i pohańbienie dobrego imienia stosowano w przypadku popełnienia przestępstwa przez przedstawiciela szlachty. Wygnanie było następstwem nieprzychylności monarchy. Pohańbienie dobrego imienia odbywało się publicznie lub w obecności osób ze środowiska, z którego także pochodził skazany. Polegało na obniżeniu stopnia zajmowanego stanowiska. Kara konfiskaty majątku mogła zostać rozszerzona na majątek bliskich krewnych. Wykonywano ją na urzędnikach, którzy nadużywali swojego stanowiska. Grzywny były zarówno podstawową karą za mniejsze przestępstwa, jak i towarzyszącymi karom za poważniejsze.

## Znaczenie zwodu
Z punktu widzenia historii najważniejsze postanowienie Ułożenia dotyczyło prawa szlachty do sprawowania władzy absolutnej nad swoimi poddanymi. Postanowienie kodeksu pozbawiło zbiegłych chłopów korzystania z prawa przedawnienia, a właścicielowi zbiega dawało możliwość do jego ścigania dopóki żył.
Stojący znacznie wyżej w technice legislacyjnej od wcześniejszych tego typu aktów. Przetrwał 200 lat, aż do podjęcia prac kodyfikacyjnych w XIX w.
Z zakresu prawa karnego cechował się dużą nie-humanitaryzacją bazując na innych europejskich zbiorach prawa karnego (Carolina). Przewidywał oprócz wielu kwalifikowanych kar śmierci (kary „worka”, zalania gardła ciekłym metalem etc.) okrutne kary bicia knutem, które w rzeczywistości i tak doprowadzały do śmierci skazanego.
W roku 2015 Ułożenie soborowe wpisano na listę UNESCO Pamięć Świata.